# Bécassine de Magellan
Gallinago magellanica
Espèce
Statut de conservation UICN

 LC  : Préoccupation mineure
La Bécassine de Magellan (Gallinago magellanica) est une espèce d’oiseaux de la famille des Scolopacidae.

## Répartition
La Bécassine de Magellan vit dans les deux tiers Sud du Chili, dans le Sud de l'Argentine jusqu'à la Terre de Feu ainsi que sur les îles Malouines.[réf. nécessaire]

## Systématique
Lors de la mise à jour 11.1 de la lise de référence de l'Union internationale des ornithologues, il a été décidé de séparer la Bécassine du Paraguay (Gallinago paraguaiae) de la Bécassine de Magellan (Gallinago magellanica). Auparavant, ces deux taxons étaient considérés comme faisant partie d'une seule espèce, la Bécassine de Magellan (Gallinago paraguaiae).
Le nom valide complet (avec auteur) de ce taxon est Gallinago magellanica (King, 1828).
L'espèce a été initialement classée dans le genre Scolopax sous le protonyme Scolopax magellanicus King, 1828.
Ce taxon porte en français le nom vernaculaire ou normalisé suivant : Bécassine de Magellan.
Gallinago magellanica a pour synonymes :
- Gallinago paraguaiae magellanica (P.P.King, 1828)[2]
- Scolopax magellanicus P.P.King, 1828[2]

- Capella paraguaiae magellanica
- Gallinago gallinago magellanica
- Gallinago paraguayiae magellanica